# Siemens (unité)
Pour les articles homonymes, voir Siemens (homonymie).
Le siemens, de symbole S, est l'unité de conductance électrique du Système international (SI), ainsi nommée en hommage à Werner von Siemens. 
Les modules de l'admittance et la susceptance qui sont des grandeurs complexes, sont de même dimension physique que la conductance, et s'expriment aussi en siemens.
La conductance G et la résistance R d'un conducteur sont inverses l’une de l’autre (R∙G = 1), 1 S = 1 Ω−1 = 1 A V−1 ou, en unités de base, 1 S = 1 m−2 kg−1 s3 A2.
L’unité SI de conductance n’a été nommée siemens qu’en 1971. Auparavant son nom était le mho (ohm épelé à l'envers), et son symbole ℧ (un Ω renversé dans le sens de la hauteur, U+2127), par référence à la valeur 1 Ω−1 ; le terme mho avait été suggéré par William Thomson.